# ديكلان موليغان
ديكلان موليغان (بالإنجليزية: Declan Mulligan)‏ هو كاتب أغاني وموسيقي أمريكي، ولد في 4 أبريل 1938 في فيتهارد ‏ في جمهورية أيرلندا.